# Coral Sant Jeroni
La Coral Sant Jeroni és un cor mixt del barri de Montbau de Barcelona, amb seu a la parròquia de Sant Jeroni de Montbau, fundat l'any 1969 sota la direcció del mestre Antoni Pérez i Simó, a iniciativa d'Eduard Alemany, mossèn Ferran Palau i una colla de veïns del barri, que procedien del cor parroquial. És membre de la Federació Catalana d'Entitats Corals.

## Història
L'any 1960 un grup de joves matrimonis del bari de Montbau van formar un cor parroquial, dirigit per Sebastià Turullols, assajant a l'adrogueria de Jordi Alemany. El 1964, en construir-se la parròquia de Sant Jeroni de Montbau, participaven en les celebracions religioses i van estrenar els Goigs de Sant Jeroni, amb lletra de mossèn Ferran Palau i música de Sebastià Turullos. El 1965 el mestre Pérez Simó va formar el cor infantil de Montbau, que per la festivitat de Sant Jeroni van estrenar l'Himne a Sant Jeroni, amb lletra de mossèn Palau i música del mestre Pérez Simó.
L'octubre de 1969 es va fundar la Coral Sant Jeroni, sota la presidència d'Eduard Alemany i la direcció del mestre Pérez Simó, assajant a la parròquia de Sant Jeroni de Montbau. El 28 de maig de 1970 es va presentar al públic de Montbau amb una trentena de cantaires. Van participar en la commemoració dels 25 anys de direcció musical del mestre Pérez Simó, celebrat al Palau de la Música Catalana. Van participar en les macrocorals de la Nit de Santa Llúcia a Barcelona, en la commemoració del 75è aniversari del Futbol Club Barcelona, on es va estrenar l'himne del club. Cap al 1974 va arribar a comptar amb setanta cantaires, cosa que va donar peu a l'estrena de la Cantata Hebron, un poema de mossèn Ferran Palau i música de Pérez Simó, que és una oda a la serra de Collserola i a la història de l'antic monestir de Sant Jeroni de la Vall d'Hebron. Després de l'estrena de la cantata, el mestre Pérez Simó va deixar la direcció de la coral per motius de salut.
El 1995, en el 25è aniversari de la coral, es va oferir un concert extraordinari amb motiu de la celebració del VI Centenari de la fundació del monestir de Sant Jeroni de la Vall d'Hebron. També es va fer l'intercanvi amb la coral Moenda de Canto de Fortaleza, al Brasil, que va significar la primera sortida de la coral a l'estranger. El 1996 la coral va oferir l'Himne de Mendelssohn, concebut per a cant coral, solista i orgue, amb la interpretació de la soprano Àngels Conde, acompanyada a l'orgue per Cristina Colomer, sota la direcció d'Eduard Castell.
Durant la Festa Major de Montbau del 2022 es va presentar a la Sala Polivalent el llibre Coral Sant Jeroni 1970-2020 50 anys de música i cant coral a Montbau, i la coral va oferir el concert dels 50 anys a l'església parroquial Sant Jeroni.

## Directors
La coral ha estat dirigida pels mestres següents: Antoni Pérez i Simó (1969-1975), Joan Úbeda i Coma (1975-1980), José López i Esparbé (1980), Eduard Castell i Miró (1980-2005), Guillem Baladia i Puche (2005-2008) i Àngels Conde i Pradas (2008-actual).

## Guardons
El 2020, coincidint amb el 50è aniversari de la creació de la coral, va rebre la Medalla d'Honor de Barcelona, a proposta del districte d'Horta-Guinardó.